# Dreptul Uniunii Europene

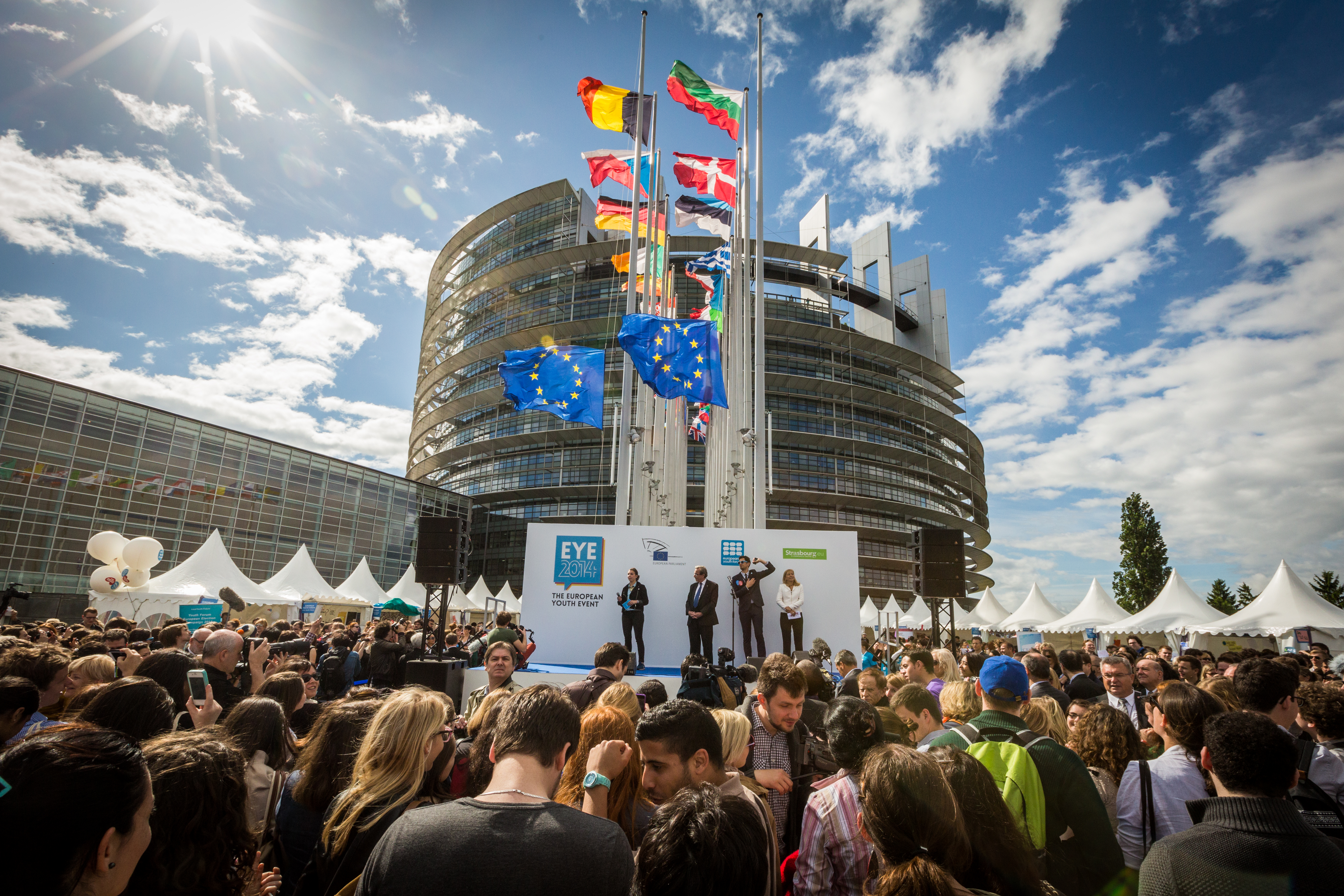
UE are o populație de 510 milioane de oameni și o rată foarte mare de dezvoltarea umană. Beneficiar al Premiul Nobel pentru Pace 2012, UE se angajează să respecte „demnitatea umană, libertate, democrație, egalitatea, supremația dreptului și respect pentru drepturile omului".

Dreptul Uniunii Europene, anterior cunoscut drept drept comunitar, face referire la totalitatea normelor juridice ce reglementează înființarea și funcționarea Uniunii Europene și a Comunității Europene a Energiei Atomice. Dreptul Uniunii Europene constă în principal din tratate și din instrumentele adoptate de către instituții în conformitate cu tratatele, precum regulamente și directive, adoptate începând cu Tratatul de la Paris, care a înființat Comunitatea Europeană a Cărbunelui și Oțelului. Anterior Tratatului de la Lisabona a fost întrebuințat exclusiv termenul de drept comunitar. Anterior intrării în vigoare a tratatului, în sens restrâns, termenul de drept al Uniunii Europene făcea referire doar la domeniile de cooperare interguvernamentală introduse de Tratatul de la Maastricht, ori, în sens larg, și la dreptul comunitar. Ulterior acestuia denumirea a fost schimbată în cea actuală.
Jurisprudența Curții de Justiție reprezintă, de asemenea, unul din izvoarele dreptului comunitar. Conform acesteia, dreptul european reprezintă "o nouă ordine juridică în drept internațional. Dreptul comunitar se deosebește de dreptul internațional public prin câteva aspecte. În ambele cazuri, însă, acestea transcend dreptul național, cu scopul de a promova cooperarea și dezvoltarea umană.
Începând cu 1999 Tratatul de la Amsterdam din 1996 a permis stabilirea unei legături între cooperarea juridică în probleme civile și dreptul la liberă circulație al oamenilor. Posibilitatea de a se baza pe o Legislație comunitară nu este o problemă nesemnificativă pentru cetățeanul european, care poate astfel invoca o Reglementare comunitară în sprijinul acțiunilor sale în instanță.
Recunoașterea reciprocă a deciziilor judecătorești este temelia întregului sistem. Consiliul și Comisia Europeană au  adoptat un program de recunoaștere reciprocă menit să stabilească măsurile principale ce trebuiesc luate în această privință.